# 1918 ve fotografii

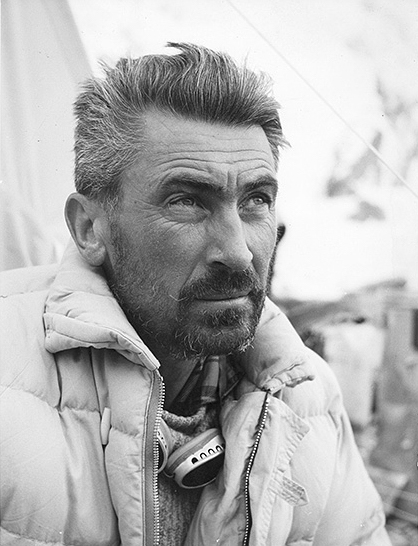
V roce 1918 se narodil Vilém Heckel, český fotograf a horolezec

Tento článek obsahuje významné fotografické události v roce 1918.

## Události

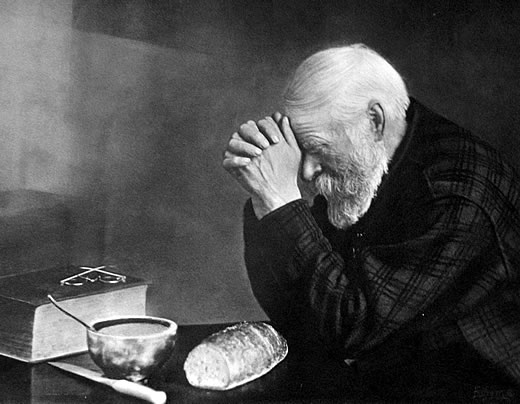
Eric Enstrom: Grace, 1918

- červen – Alfred Stieglitz začal fotografovat akty Georgie O'Keeffe.
- Eric Enstrom pořídil snímek Grace, na kterém se muž modlí nad obyčejným jídlem.

## Narození v roce 1918
- 3. března – Arnold Newman, americký portrétní fotograf († 6. června 2006)
- 10. dubna – Cornell Capa, americký fotograf († 23. května 2008)
- 17. dubna – Sunil Janah, indický fotožurnalista a dokumentární fotograf († 21. června 2012)
- 1. května – Dimitris Papadimos, řecký fotograf († 3. května 1994)
- 21. května – Vilém Heckel, český fotograf a horolezec († 31. května 1970)
- 24. května – Dezider Hoffman, slovenský fotograf († 26. března 1986)
- 12. června – Werner Braun, izraelský fotožurnalista († 25. prosince 2018)
- 22. července – Christer Strömholm – švédský fotograf († 11. ledna 2002)
- 16. září – Charlotte Brooksová, americká fotožurnalistka, pracovala pro magazín Look († 15. března 2014)
- 19. září – Wayne F. Miller, americký fotograf († 22. května 2013)
- 10. října – Michail Trachman, sovětský novinářský fotograf († 1976)
- 25. října – Arthur Leipzig, americký fotograf († 5. prosince 2014)
- 30. prosince – William Eugene Smith, americký novinářský fotograf († 15. října 1978)
- ? – Šigeo Hajaši (林 重男) – japonský fotograf († 1. září 2002)
- ? – Kei’ičiró Gotó, japonský fotograf († 2004)
- ? – Šigeo Hajaši, japonský fotograf († 1. září 2002)
- ? – Kei’ičiró Gotó, japonský fotograf († 2004)
- ? – Ellis Wiley, kanadský účetní a amatérský fotograf († 2002)
- ? – Milton Gendel, americký fotograf, historik umění, překladatel, autor řady článků o umění, který většinu své kariéry působil v Itálii; zachycoval města, venkov, osobnosti uměleckého světa a královských rodin (16. prosince 1918 – 11. října 2018)

## Úmrtí v roce 1918

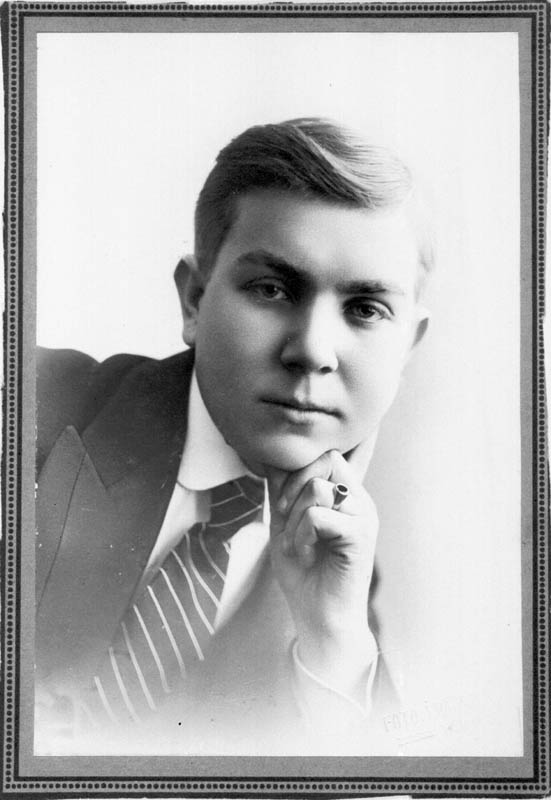
V roce 1918 zemřel Johannes Pääsuke, estonský fotograf a filmař

- 8. ledna – Johannes Pääsuke, estonský fotograf a filmař (* 30. března 1892)
- 19. ledna – Arthur Batut, francouzský fotograf (* 9. února 1846)
- 9. února – Karel Anderle, český fotograf (* 3. července 1875)
- 20. března – Sem Cephas, jávský fotograf (30. ledna 1872)
- 3. dubna – Rudolf Dührkoop, německý fotograf (* 1. srpna 1848)
- 15. května – Hannah Maynardová, kanadská fotografka (* 17. ledna 1834)
- 31. května – Ernst Sandau, německý fotograf švédského původu (* 15. ledna 1880)
- 11. července – Hugo Henneberg, rakouský fotograf (* 27. července 1863)
- 21. října – George Fiske, americký krajinářský fotograf (* 22. října 1835)
- 24. listopadu – Severin Nilsson, švédský malíř a fotograf (* 14. ledna 1846)
- ? – Alexandre-Jacques Chantron, francouzský malíř a fotograf (* 28. ledna 1842)
- ? – Pau Audouard, španělský (katalánský) fotograf (* 1857)
- ? – Šiniči Suzuki I, japonský fotograf (* 1835)
- ? – John Claude White, britský inženýr, úředník a fotograf (* 1. října 1853)
- ? – Leonidas Papazoglou, řecký fotograf (* 1872)
- ? – Marie-Lydie Cabanisová Bonfilsová,  francouzská fotografka a první profesionální fotografka na Blízkém východě, manželka Félixe Bonfilse (* 21. března 1837)
- ? – Pauline Kruger Hamiltonová, americká fotografka, která působila jako dvorní fotografka ve Vídni (* 1870 – 8. července 1918)
- ? – Josephine Grundsethová, norská portrétní fotografka, provozovala ateliér v Lillehammeru (* 9. června 1841 – 30. října 1918)